# جان بيتز
جان ماري فيلمون جوزيف بيتز (27 مارس 1927 – 30 سبتمبر 1991) محامي وأكاديمي وقاض كندي من كيبيك . شغل منصب قاضي في المحكمة العليا في كندا من 1974م إلى 1988م.

## الأسرة وبداية حياته
ولد بيتز في مونتريال، كيبيك، وهو ابن جان بيتز وجين كوزينو.  كان حفيد يوهان بيتز، عالم الطبيعة الكندي من أصل بلجيكي.
حصل بيتز على درجة البكالوريوس في الآداب عام 1947م من جامعة مونتريال و على درجة القانون عام 1950م. كما حصل على منحة رودس ودرس في كلية بيمبروك، أكسفورد حيث حاز على درجة البكالوريوس في الآداب والماجستير في الآداب عام 1953م. 

## المهنة القانونية
تم استدعاء بيتز إلى نقابة المحامين في كيبيك قبل مغادرته إلى إنجلترا في منحة رودس الدراسية. عند عودته إلى كندا عام 1953م، أصبح أستاذًا مساعدًا يُدرس القانون الدستوري الكندي في جامعة مونتريال. وقد أستمر بالتدريس هناك لمدة عشرين عاما، كما أنه شغل منصب عميد كلية الحقوق من 1968م إلى 1970م. كان يتمتع بسمعة باعتباره عالمًا عاكسًا ودقيقًا ومعلمًا حكيمًا ومهتمًا.  كان أحد زملائه في كلية القانون هو بيير ترودو، الذي كان وزيرا للعدل الاتحادي ثم رئيس وزراء كندا.
بالإضافة إلى عمله الأكاديمي ، عمل بيتز أيضًا في أوتاوا من عام 1966م إلى عام 1971م. وكان الأمين المساعد لمجلس الوزراء وكاتب مساعد لمجلس الملكة . ثم عمل كمستشار خاص لرئيس الوزراء ترودو للشؤون الدستورية. في هذا المنصب، كان منخرطًا بشكل كبير في عملية الإصلاح الدستوري لميثاق فيكتوريا ،  التي كانت في صدارة الصدارة في الدستور في عام 1982م واعتماد الميثاق الكندي للحقوق والحريات .

## مهنة القضاء

### تعيينات
في عام 1973م، عين رئيس الوزراء ترودو بيتز في محكمة الاستئناف في كيبيك . خدم في تلك المحكمة لمدة تقل عن عام ، وتم رفعه إلى المحكمة العليا الكندية في 1 يناير 1974م. 

### الأحكام

#### نهج الفدرالية
كانت مجالات خبرة بيتز هي في القانون المدني في كيبيك ، والقانون الدستوري الكندي . لأن وقته في المحكمة العليا تزامن مع النزاعات الفدرالية الإقليمية الكبرى حول قضايا الفدرالية ، فقد شارك في العديد من القرارات الفدرالية الرئيسية. أكثر من أي شخص آخر في المحكمة في ذلك الوقت، دعم المقاطعات في تقسيم السلطات ، وأخذ تفسير كيبيك التقليدي لاتحاد لا مركزي. نظرًا لأن رئيس القضاة بورا لاسكين كان مركزيًا قويًا ، فقد اتخذوا عادةً وجهات نظر معارضة بشأن قضايا الفيدرالية. قام جيمس ماكفيرسون، العميد السابق لكلية أوسجوود هول للحقوق ، بتلخيص مناقشات بيتز و لاسكين: «كانت النتيجة أن المحامين الدستوريين والأكاديميين والطلاب كانوا يعاملون بانتظام لاثنين من العلماء ذوي المنطق الجميل والبلاغة - ولكن في النهاية - يعارضون الأحكام. وببساطة ، قام الأستاذان لاسكين وبيتز ، بصفتهما رئيسًا للعدل والعدالة، برفع مستوى الخطاب في القانون الدستوري الكندي». 

#### مرجع قانون مكافحة التضخم
كان أحد قرارات بيتز الأكثر أهمية هو رأيه المخالف في مرجع إعادة قانون مكافحة التضخم . تتعلق القضية بقانون اتحادي طبق ضوابط للأجور والأسعار خلال فترة تضخم مرتفع. كانت القضية هي ما إذا كان البرلمان الاتحادي لديه السلطة لتمرير القانون ، تحت فرع الطوارئ للسلم والنظام الاتحادي والسلطة الحكومية الجيدة . كتب بيتز قرارًا مطولًا يوضح الأساس العقائدي لفرع الطوارئ ، وخلص إلى أن القانون لم يستوف الاختبار الدقيق اللازم للتشريع الفيدرالي بموجب هذه السلطة. اختلف قضاة المحكمة الآخرون مع استنتاجه ، وأيدوا الصلاحية الدستورية للقانون الاتحادي. ومع ذلك، اتفقوا على تفسيره لفرع الطوارئ. ونتيجة لذلك ، أصبح مخطط بيتز لفرع الطوارئ هو التحليل القياسي الآن. صرح دين ماكفيرسون أن رأي بيتز هو «... أفضل حكم مكتوب واحد في قضية توزيع السلطات في تاريخ القانون الدستوري الكندي.» 

#### قائمة جزئية للأحكام
- مرجع بشأن قانون مكافحة التضخم (1976) (مخالف)
- جمعية الأكاديين ج. جمعية الآباء (1986) (أغلبية)
- بوريجارد ضد. كندا (1986) (معارض)

## أواخر حياته
اعتزل بيتز في عام 1988م بسبب تدهور حالته الصحية.  في عام 1989م حصل على وسام الرفيق الكندي لمساهمته في الفدرالية الكندية والقانون الإداري والقانون العام والمدني. 
بالإضافة إلى سمعته كقاض ، تم احترام بيتز أيضًا بسبب خصائصه الشخصية من الدفء والفكاهة والتواضع. في حفل تأبين لبيتز ، قال زميله السابق ، رئيس المحكمة لامر : «جان ، صديقي ، ببساطة ، كان رجلاً صالحًا». 
توفي بيتز في 30 سبتمبر 1991م.

## روابط خارجية
- Supreme Court of Canada Biography: Jean Beetz
- Office of the Governor General of Canada. Order of Canada citation. Queen's Printer for Canada. Retrieved 24 May 2010